# Harpactea ovata
Harpactea ovata là một loài nhện trong họ Dysderidae.
Loài này thuộc chi Harpactea. Harpactea ovata được miêu tả năm 1997 bởi Beladjal & Robert Bosmans.